# Jan Kappeyne van de Coppello
Johannes (Jan) Kappeyne van de Coppello (Den Haag, 2 oktober 1822 — aldaar, 28 juli 1895) was een liberaal politicus, die in Den Haag advocaat was.

## Familie
Kappeyne van de Coppello was lid van de familie Van de Coppello. Hij was een zoon van rector dr. Johannes Kappeyne van de Coppello (1790-1833) en Cornelia Sara Galle (1792-1855). Hij bleef ongehuwd.

## Loopbaan
Kappeyne van de Coppello studeerde rechten in Leiden, waar hij in 1845 promoveerde. Kappeyne van de Coppello stond bekend om zijn rechtskennis, vaardigheid als gevat debater en werklust. Hoewel hij tot de jongliberalen behoorde, werd hij in 1876 leider van de liberale kamerclub. In 1877 vormde hij na een daverende verkiezingszege het Kabinet-Kappeyne van de Coppello, waarin hijzelf minister van Binnenlandse Zaken werd. Hij bracht de door de confessionelen fel bestreden Wet op het lager onderwijs tot stand. Zijn kabinet viel in 1879 over de Kanalenwet van Tak van Poortvliet, door de tegenstelling tussen progressieve en gematigde liberalen. Na 1879 was hij een 'vergeten' staatsman, al kwam hij in 1888 nog in de Eerste Kamer, hij was toen echter veel conservatiever dan voorheen.
Kappeyne stond, als radicaal-liberaal, in christelijke kring zeer slecht bekend. Op 8 december 1874 sprak hij in de Tweede Kamer van de Staten-Generaal waarbij hij het orthodox-christelijk volksdeel van die dagen toebeet dat die minderheid maar moest worden onderdrukt, want dan is zij de vlieg, die de ganse zalf bederft, en heeft zij in deze maatschappij geen recht van bestaan. Door Abraham Kuyper werd hij onmiddellijk weersproken. Sedert die tijd stond hij in christelijke kring bekend als de man van de dode vlieg.
Schimmelpenninck ·
De Kempenaer ·
Thorbecke ·
Van Hall ·
Van der Brugghen ·
Rochussen ·
Van Zuylen van Nijevelt ·
Van Heemstra ·
Fransen van de Putte ·
Van Zuylen van Nijevelt ·
Van Bosse ·
De Vries ·
J. Heemskerk ·
Kappeyne van de Coppello ·
Van Lynden van Sandenburg ·
Mackay ·
Van Tienhoven ·
Roëll ·
Pierson ·
Kuyper ·
De Meester ·
T. Heemskerk ·
Cort van der Linden ·
Ruijs de Beerenbrouck ·
Colijn ·
De Geer ·
Gerbrandy ·
Schermerhorn ·
Beel ·
Drees ·
De Quay ·
Marijnen ·
Cals ·
Zijlstra ·
De Jong ·
Biesheuvel ·
Den Uyl ·
Van Agt ·
Lubbers ·
Kok ·
Balkenende ·
Rutte ·
Schoof